# Jyutping
Jyutping (chinês: 粵拼, Jyutping: jyut6 ping3; AFI: [jyːt̚˨ pʰɪŋ˧]) é um sistema de romanização do cantonês, desenvolvido pela Sociedade Linguística de Honguecongue (Linguistic Society of Hong Kong, LSHK), um grupo académico, em 1993. A sua denominação formal é Esquema de Romanização do Cantonês da Sociedade Linguística de Honguecongue (The Linguistic Society of Hong Kong Cantonese Romanisation Scheme). A LSHK promove o uso deste sistema de romanização.
O nome Jyutping (que provém da romanização Jyutping do nome chinês, 粵拼) é uma contração composta pelos caracteres chineses dos termos jyut6 jyu5 (粵語, que significa "língua cantonesa") e ping3 jam1 (拼音, "alfabeto fonético"). 

## História
O sistema Jyutping constitui um avanço significativo de todos os sistemas anteriores de romanização do cantonês (aproximadamente doze, incluindo a obra pioneira de Robert Morrison em 1828 e os sistemas de romanização padrão, Yale e Sidney Lau) através da introdução das iniciais "z" e "c" e o uso de "eo" e "oe" nas finais, bem como a substituição da inicial "y", usada em todos os sistemas anteriores com "j".

## Iniciais
| b /p/ 巴   | p /pʰ/ 怕   | m /m/ 媽  | f /f/ 花 |          |
| d /t/ 打   | t /tʰ/ 他   | n /n/ 那  |          | l /l/ 啦 |
| g /k/ 家   | k /kʰ/ 卡   | ng /ŋ/ 牙 | h /h/ 蝦 |          |
| gw /kʷ/ 瓜 | kw /kʰʷ/ 誇 |           |          | w /w/ 蛙 |
| z /ts/ 渣  | c /tsʰ/ 叉  |           | s /s/ 沙 | j /j/ 也 |

## Finais
| aa /aː/ 沙 | aai /aːi/ 徙 | aau /aːu/ 梢    | aam /aːm/ 三    | aan /aːn/ 山 | aang /aːŋ/ 坑 | aap /aːp/ 圾    | aat /aːt/ 剎 | aak /aːk/ 客 |
|            | ai /ɐi/ 西   | au /ɐu/ 收      | am /ɐm/ 心      | an /ɐn/ 新   | ang /ɐŋ/ 笙   | ap /ɐp/ 濕      | at /ɐt/ 失   | ak /ɐk/ 塞   |
| e /ɛː/ 些  | ei /ei/ 四   | eu /ɛːu/ 掉 (*) | em /ɛːm/ 舐 (*) |              | eng /ɛːŋ/ 鄭  | ep /ɛːp/ 夾 (*) |              | ek /ɛːk/ 石  |
| i /iː/ 詩  |              | iu /iːu/ 消     | im /iːm/ 閃     | in /iːn/ 先  | ing /ɪŋ/ 星   | ip /iːp/ 攝     | it /iːt/ 洩  | ik /ɪk/ 識   |
| o /ɔː/ 疏  | oi /ɔːi/ 開  | ou /ou/ 蘇      |                 | on /ɔːn/ 看  | ong /ɔːŋ/ 康  |                 | ot /ɔːt/ 喝  | ok /ɔːk/ 索  |
| u /uː/ 夫  | ui /uːi/ 灰  |                 |                 | un /uːn/ 寬  | ung /ʊŋ/ 鬆   |                 | ut /uːt/ 闊  | uk /ʊk/ 叔   |
| oe /œː/ 鋸 | eoi /ɵy/ 需  |                 |                 | eon /ɵn/ 詢  | oeng /œːŋ/ 商 |                 | eot /ɵt/ 摔  | oek /œːk/ 削 |
| yu /yː/ 書 |              |                 |                 | yun /yːn/ 孫 |               |                 | yut /yːt/ 雪 |              |
|            |              |                 | m /m̩/ 唔        |              | ng /ŋ̩/ 吳     |                 |              |              |

- As finais m e ng podem ser usadas como sílabas nasais independentes.
- (*) Refere-se à pronúncia coloquial dessas palavras.

## Tons
Há nove tons distribuídos em seis contornos tonais em cantonês. No entanto, como três dos nove são tons entrantes (入聲, Jyutping: jap6 sing1), que só aparecem em sílabas que terminam com p, t e k, estes não se separam dos outros números em Jyutping (apesar de se diferenciarem no pinyin cantonês; estes são mostrados na tabela abaixo entre parênteses).
| Nome do tom                   | jam1 ping4 (陰平)              | jam1 soeng5 (陰上) | jam1 heoi3 (陰去) | joeng4 ping4 (陽平) | joeng4 soeng5 (陽上) | joeng4 heoi3 (陽去) | gou1 jam1 jap6 (高陰入) | dai1 jam1 jap6 (低陰入) | joeng4 jap6 (陽入) |
| ----------------------------- | ------------------------------ | ------------------ | ----------------- | ------------------- | -------------------- | ------------------- | ----------------------- | ----------------------- | ------------------ |
| Número do tom                 | 1                              | 2                  | 3                 | 4                   | 5                    | 6                   | 1 (7)                   | 3 (8)                   | 6 (9)              |
| Nome do tom em português      | nível alto ou alto descendente | médio ascendente   | nível médio       | baixo descendente   | baixo ascendente     | nível baixo         | tom entrante alto       | tom entrante médio      | tom entrante baixo |
| Contorno                      | ˥ 55 / ˥˧ 53                   | ˧˥ 35              | ˧ 33              | ˨˩ 21 / ˩ 11        | ˩˧ 13                | ˨ 22                | ˥ 5                     | ˧ 3                     | ˨ 2                |
| Exemplo (caracteres chineses) | 分                             | 粉                 | 訓                | 焚                  | 奮                   | 份                  | 忽                      | 發                      | 佛                 |
| Exemplo (Jyutping)            | fan1                           | fan2               | fan3              | fan4                | fan5                 | fan6                | fat1                    | faat3                   | fat6               |

## Comparação com a romanização Yale
Jyutping e a romanização do cantonês Yale representam as pronúncias cantonesas com as mesmas letras em:
- As iniciais: b, p, m, f, d, t, n, l, g, k, ng, h, s, gw, kw, w.
- As vogais: aa (exceto quando usada sozinha), a, e, i, o, u, yu.
- As consoantes nasais: m, ng.
- As codas: i, u, m, n, ng, p, t, k.

Mas diferem-se nos seguintes casos:
- As vogais eo e oe representam /ɵ/ e /œː/ em Jyutping, respetivamente, enquanto que eu representa ambas as vogais no sistema Yale.
- A inicial j representa /j/ em Jyutping, enquanto que y é utilizado no sistema Yale.
- A inicial z representa /ts/ em Jyutping, enquanto que j é utilizado no sistema Yale.
- A inicial c representa /tsʰ/ em Jyutping, enquanto que ch é utilizado no sistema Yale.
- Em Jyutping, se nenhuma consoante precede a vogal yu, então a inicial j é acrescentada antes da vogal. Em Yale, a inicial correspondente y não é acrescentada antes de yu sob nenhuma circunstância.
- Jyutping define três finais que não se encontram na romanização Yale: eu /ɛːu/, em /ɛːm/ e ep /ɛːp/. Estas três finais são usadas em palavras coloquiais do cantonês, como deu6 (掉), lem2 (舐) e gep6 (夾).
- Para representar os tons, na romanização Jyutping são utilizados apenas os números, enquanto que na romanização Yale são utilizados originalmente os acentos ortográficos, juntamente com a letra h (embora os números tonais possam ser usados também em Yale).

## Comparação com opinyincantonês
Jyutping e o pinyin cantonês representam as pronúncias cantonesas com as mesmas letras em:
- As iniciais: b, p, m, f, d, t, n, l, g, k, ng, h, s, gw, kw, j, w.
- As vogais: aa, a, e, i, o, u.
- As consoantes nasais: m, ng.
- As codas: i (exceto pelo seu uso na coda /y/ em Jyutping; ver abaixo), u, m, n, ng, p, t, k.

Mas existem diversas diferenças:
- A vogal oe representa /ɵ/ e /œː/ no pinyin cantonês, enquanto que eo e oe representam /ɵ/ e /œː/ em Jyutping, respetivamente.
- A vogal y representa /y/ no pinyin cantonês, enquanto que yu (usado no núcleo silábico) e i (usado na coda da final -eoi) são usados em Jyutping.
- A inicial dz representa /ts/ no pinyin cantonês, enquanto que z é utilizado em Jyutping.
- A inicial ts representa /tsʰ/ no pinyin cantonês, enquanto que c é utilizado em Jyutping.
- Para representar os tons, os números de 1 a 9 são utilizados geralmente no pinyin cantonês, embora seja aceitável o uso da substituição de 1, 3 e 6 para 7, 8 e 9 nos tons entrantes. No entanto, apenas os números de 1 a 6 são utilizados em Jyutping.

## Exemplos
| Tradicional | Simplificado | Romanização      |
| ----------- | ------------ | ---------------- |
| 廣州話      | 广州话       | gwong2 zau1 waa2 |
| 粵語        | 粤语         | jyut6 jyu5       |
| 你好        | 你好         | nei5 hou2        |

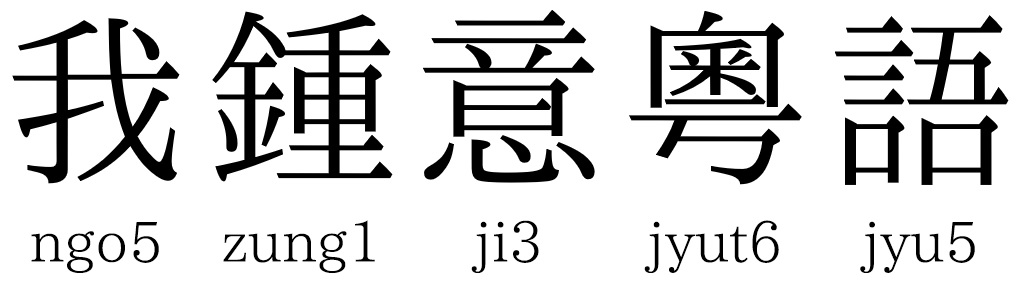
Romanização da frase "eu gosto de cantonês".

Pronúncia do antigo poema chinês Trezentos Poemas da Dinastia Tang:
| 春曉 孟浩然  | Ceon1 Hiu2 Maang6 Hou6 Jin4 |
| ------------ | --------------------------- |
| 春眠不覺曉， | Ceon1 min4 bat1 gok3 hiu2,  |
| 處處聞啼鳥。 | cyu3 cyu3 man4 tai4 niu5.   |
| 夜來風雨聲， | Je6 loi4 fung1 jyu5 sing1,  |
| 花落知多少？ | faa1 lok6 zi1 do1 siu2?     |

## Método de introdução de Jyutping
O método Jyutping (chinês tradicional: 粵拼輸入法) refere-se a uma família de métodos de introdução, baseados no sistema de romanização Jyutping.
O método Jyutping permite que o utilizador insira os caracteres chineses, utilizando a romanização Jyutping de um carácter chinês (com ou sem tom, dependendo do sistema) para encontrar uma lista de caracteres com esta pronunciação dos quais são escolhidos os que o utilizador procurava.